# Aretas Akers-Douglas, 2. Viscount Chilston
Aretas Akers-Douglas, 2. Viscount Chilston, GCMG, PC (* 17. Februar 1876 in London; † 25. Juli 1947) war ein britischer Diplomat, der unter anderem zwischen 1921 und 1928 Gesandter in Österreich, von 1928 bis 1933 Gesandter in Ungarn sowie zwischen 1933 und 1938 Botschafter in der Sowjetunion war. 1926 erbte er den Titel als 2. Viscount Chilston und wurde dadurch Mitglied des Oberhauses (House of Lords).

## Leben
Aretas Akers-Douglas war der älteste Sohn von Aretas Akers-Douglas, der von 1880 bis 1911 Mitglied des Unterhauses (House of Commons) sowie zwischen 1902 und 1905 Innenminister war und nach seinem Ausscheiden aus dem Unterhause 1911 zum 1. Viscount Chilston, of Boughton Malherbe in the County of Kent, mit dem nachgeordneten Titel Baron Douglas of Baads, of Baads in the County of Midlothian, erhoben und dadurch Mitglied des Oberhauses wurde, und dessen Ehefrau Adeline Mary Austen-Smith. Er selbst besuchte zwischen 1890 und 1895 das renommierte Eton College und diente im Anschluss bis 1898 im Linieninfanterieregiment Royal Scots (The Royal Regiment). 1898 trat er als Attaché in den diplomatischen Dienst ein und wurde 1900 Dritter Sekretär am Generalkonsulat im Khedivat Ägypten. Nach weiteren Verwendungen in Madrid, Konstantinopel und Athen wurde er zunächst 1905 Zweiter Sekretär sowie 1907 kommissarischer Agent und Konsul am Generalkonsulat in Zarentum Bulgarien. Anschließend fungierte er zwischen 1911 und 1914 als Geschäftsträger im Königreich Montenegro und wurde 1912 Erster Sekretär, ehe er 1914 Geschäftsträger an der Gesandtschaft im Königreich Rumänien wurde.
Während des Ersten Weltkrieges diente Akers-Douglas wieder kurzzeitig im Royal Scots (The Royal Regiment) und wurde zum Hauptmann befördert. 1915 wurde er ins Außenministerium (Foreign Office) versetzt und 1918 für seine Verdienste Companion des Order of St Michael and St George (CMG). Als Nachfolger von Francis Lindley übernahm er 1921 den Posten als Außerordentlicher Gesandter und Bevollmächtigter Minister in Österreich und verblieb auf diesem Posten bis zu seiner Ablösung durch Eric Phipps 1928. Nach dem Tode seines Vaters erbte er am 15. Januar 1926 den Titel als 2. Viscount Chilston, of Boughton Malherbe in the County of Kent, sowie den damit verbundenen nachgeordneten Titel Baron Douglas of Baads, of Baads in the County of Midlothian, und wurde dadurch Mitglied des Oberhauses (House of Lords). Am 1. Januar 1927 wurde er zum Knight Commander des Order of St Michael and St George (KCMG) geschlagen.
1928 wurde Aretas Akers-Douglas, 2. Viscount Chilston, Nachfolger von Colville Barclay als Außerordentlicher Gesandter und Bevollmächtigter Minister in Ungarn und bekleidete dieses Amt bis 1933, woraufhin Patrick Ramsay seine dortige Nachfolge antrat. Zuletzt löste er 1933 Esmond Ovey als Botschafter in der Sowjetunion ab und behielt diesen Posten bis zu seiner Ablösung durch William Seeds 1938. Während dieser Zeit wurde er am 3. Juni 1935 zum Knight Grand Cross des Order of St Michael and St George (GCMG) erhoben. Zuletzt wurde er am 2. Februar 1939 zum Mitglied des Geheimen Kronrates (Privy Council) berufen.
Aretas Akers-Douglas heiratete am 6. August 1903 in Florenz Amy Jennings-Bramly, deren Vater John Robert Jennings-Bramly Major der Royal Horse Artillery war. Aus dieser Ehe gingen zwei Söhne hervor, wovon der ältere gleichnamige Sohn Aretas Akers-Douglas bereits am 28. Februar 1940 verstarb. Der jüngere Sohn Eric Alexander Akers-Douglas erbte daraufhin nach seinem Tode am 25. Juli 1947 die Titel als 3. Viscount Chilston sowie als Baron Douglas of Baads.